# Jerry Shipp
Jerome „Jerry“ Franklin Shipp (* 27. September 1935 in Shreveport, Louisiana; † 5. Oktober 2021 in Durant, Oklahoma) war ein Basketballspieler aus den Vereinigten Staaten auf der Position des Small Forward. Er war Olympiasieger 1964.

## Karriere
Jerry Shipp besuchte das Southeastern State College in Durant und spielte danach für die Phillips 66ers in der obersten Liga der Amateur Athletic Union. Mit den 66ers war er mehrfach amerikanischer Amateur-Meister.
Der 1,98 m große Small Forward spielte 1963 und 1964 bei drei großen Turnieren in der Basketballnationalmannschaft der Vereinigten Staaten. Von Ende April bis Anfang Mai 1963 fanden die Panamerikanischen Spiele in São Paulo statt. Das Team aus den USA gewann den Titel vor den Brasilianern. Direkt im Anschluss wurde ebenfalls in Brasilien die Basketball-Weltmeisterschaft 1963 ausgetragen. Die US-Mannschaft gewann ihre Vorrundengruppe, verlor aber in der Hauptrunde dreimal und belegte den vierten Platz hinter Brasilien, Jugoslawien und der Sowjetunion. Shipp erzielte im Turnierverlauf 147 Punkte und war erfolgreichster Schütze des US-Teams.
Etwa anderthalb Jahre später fand das Basketballturnier der Olympischen Spiele 1964 in Tokio statt. Das US-Team gewann seine Vorrundengruppe vor den Brasilianern. Im Halbfinale bezwangen die US-Basketballer die Mannschaft Puerto Ricos und im Finale die Mannschaft der Sowjetunion. Jerry Shipp war mit 112 erzielten Punkten erfolgreichster Korbjäger seiner Mannschaft, im Finale erzielte er zehn Punkte.
Nach seiner sportlichen Karriere arbeitete Shipp bei der Phillips Petroleum Company in der Verkaufsschulung. Er starb im Oktober 2021 im Alter von 86 Jahren.